# KS Waterpolo Poznań
KS Waterpolo Poznań – klub piłki wodnej powstały w 2011 roku w Poznaniu. Nawiązuje do przedwojennych i powojennych tradycji waterpolowych Poznania. W zawodach rangi mistrzostw Polski klub wystawia drużynę seniorską i juniorską. Mecze w Poznaniu rozgrywa na basenie Term Maltańskich.
Od początku istnienia klubu trenerem zespołu jest Jacek Maciąg, a kapitanem drużyny – pełniący jednocześnie funkcję prezesa klubu – Tomasz Różycki. Skład drużyny seniorskiej tworzą zawodnicy wywodzący się z innych polskich klubów waterpolowych, rodowici Poznaniacy, a także Białorusin.
Klub prowadzi działalność dzięki umowie sponsorskiej z grupą DSW (Dopierała Skupiński i Wspólnicy), a także przy wsparciu finansowym Wydziału Sportu Urzędu Miasta Poznania oraz Departamentu Sportu i Turystyki Urzędu Marszałkowskiego Województwa Wielkopolskiego. Sponsorem technicznym zespołu jest firma Vitex, która zapewnia waterpolistom stroje i sprzęt sportowy.

## Osiągnięcia[3]
Mistrzostwa Polski
- 2 miejsce (4x): 2014, 2015, 2016, 2017
- 3 miejsce (3x): 2012, 2013, 2022

 Mistrzostwa Polski Młodzieżowca U-23
- 3 miejsce (1x): 2020

 Król strzelców Ekstraklasy
- Paweł Wielogórski (1x): 2014
- Oskar Szymonik (1x): 2018
- Bartłomiej Kowalewski (1x): 2024

Inne osiągnięcia:
- zwycięzca międzynarodowego turnieju Malta Waterpolo Cup w 2014